# Atletismo nos Jogos Pan-Americanos de 1983 - 400 m com barreiras feminino
A prova dos 400 m com barreiras feminino nos Jogos Pan-Americanos de 1983 foi realizada em Havana, Cuba.

## Medalhistas
| Ouro                          | Prata                                   | Bronze               |
| Judi Brown USA Estados Unidos | Sharrieffa Barksdale USA Estados Unidos | Gwen Wall CAN Canadá |

## Resultados
| Posição           | Nome                 | Nacionalidade      | Tempo   | Notas |
| ----------------- | -------------------- | ------------------ | ------- | ----- |
| Medalha de ouro   | Judi Brown           | USA Estados Unidos | 56.03   |       |
| Medalha de prata  | Sharrieffa Barksdale | USA Estados Unidos | 56.09   |       |
| Medalha de bronze | Gwen Wall            | CAN Canadá         | 56.93   |       |
| 4                 | Sandra Farmer        | JAM Jamaica        | 57.61   |       |
| 5                 | Alma Vázquez         | MEX México         | 58.12   |       |
| 6                 | Mercedes Mesa        | CUB Cuba           | 58.30   |       |
| 7                 | Andrea Page          | CAN Canadá         | 58.49   |       |
| 8                 | Vilma Paris          | PUR Porto Rico     | 1:00.17 |       |